# Ірбитська конка
Ірбітська конка — система трамвайних кінно-залізничної дороги в місті Ірбіт Свердловської області, яка працювала з 1926 по 1933 рік

## Історія
У 1916 році в Ірбіті з'явилася залізниця: через місто пройшла лінія Єкатеринбург-Тавда Північно-Східної Уральської залізниці (частина Транссибірської магістралі).
У 1926 році в Ірбіті була закладена лінія кінно-залізничних доріг для перевезення цегли і хліба. Поднімали рейки на певні позначки за допомогою вагів.
Була призначена для трамвая широкої колії, однак точна ширина колії невідома. Довжина залізничної колії два кілометри. За маршрутом трамвай прямував з вулиці Революції вулицями Радянська та Єлізарова до вокзалу. Єдиним транспортом у місті був кінний. 12 тисяч жителів міста потребували доступніших засобів пересування. Рейковий транспорт мав незаперечні переваги перед будь-яким іншим. Були замовлені рейки та інші металеві вироби для будівництва колії. У 1927 році товарна лінія отримала оснащення для пасажирських перевезень. У міста це був перший вид громадського транспорту. Рух було зупинено в 1933 році.

## Опис лінії
Мережа складалась з однієї ширококолійної лінії завдовжки 2 км. Існував лише один маршрут, поєднувала вокзал з вулицею Революції, проходила ще через дві вулиці. Рейки тоді пролягали по Радянській вулиці від рогу вулиці Революції до вулиці Елізарових і уздовж неї до вокзалу. Кінь тягнув по рейках невеликі вагончики. У 1927 році конку пристосували і для пасажирського сполучення.